# عملية حاميتس
عملية حاميتس هي عملية يهودية جرت في عام 1948 في إطار الحرب الفلسطينية، قرب نهاية الانتداب البريطاني على فلسطين. بدأت في أواخر أبريل 1948 لاحتلال القرى الداخلية من يافا وفرض حصار حول المدينة. أفضت هذه العملية، إلى أول معركة مباشرة بين الإنكليز و‌الإرغون، واعتبرت انتصارا عظيما لهذه الأخيرة، ومكنت الإرغون من الحصول على الفضل في احتلال يافا بالكامل في 13 مايو.

## معلومات أساسية
بعد ساعات قليلة من قرار الأمم المتحدة بتقسيم فلسطين إلى دول يهودية وعربية، قام المقاتلون اليهود والعرب بتبادل إطلاق النار بين يافا و‌تل أبيب. وفي الأشهر الخمسة التالية، وعلى الرغم من أن المسؤولين البريطانيين حافظوا على الولاية، فإن الهجمات أسفرت عن مقتل أكثر من 1،000 من سكان تل أبيب، وفقا لشهادة يوسف ناشمياس، وهو خبير في المتفجرات التقليدية في إرغون. في الوقت نفسه، غادر 000 30 شخص يافا، تاركين وراءهم ما بين 000 50 و 000 60 شخص.

## العملية

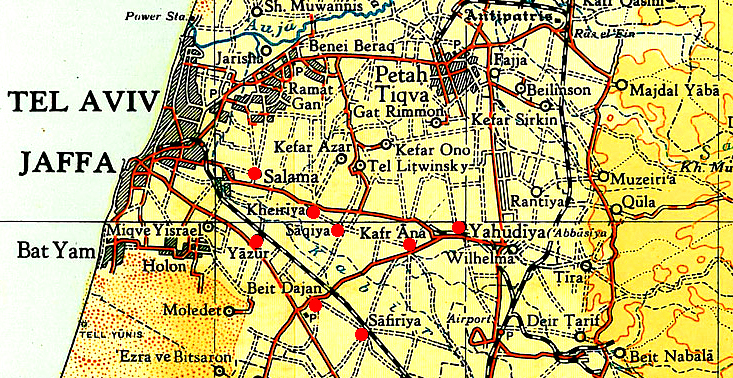
القرى التي احتلت أثناء عملية حاميتس

في صباح يوم 25 أبريل 1948، شنت أرغون (منظمة شبه عسكرية يهودية) هجومًا واسع النطاق على يافا من تل أبيب. ويعتقد المؤرخون الإسرائيليون أن منظمة هاغاناه (وهي منظمة شبه عسكرية يهودية أخرى انفصلت عنها إرغون) لم تتلق إنذارا مسبقا بالهجوم، ولكن بعد وقت قصير من بدء الهجوم، توصلت هاغاناه وإرغون إلى اتفاق يقضي بأن تكون قوات إرغون تحت قيادة قائد هاغاناه المحلي. وشمل هجوم الإرغون ثلاثة أيام متتالية من القصف بقذائف الهاون في وسط المدينة. وانطوت هذه العملية على هجمات شنها لواء ألكسندروني من الشمال و‌لواء جفعاتي من الجنوب. وهم يواجهون مقاومة ضئيلة أو لا يواجهون أي مقاومة على الإطلاق. الإرغون استولت على حي المنشية وفشل هجوم لواء كرياتي على ضاحية تل الريش جنوب يافا.
وفقًا لليبور حول الهجوم على يافا:
أزعج الهجوم البريطانيين. لقد احتل الجيش اليهودي للتو الجزء العربي من حيفا، لذا فإن الحكومة البريطانية تشعر بالقلق إزاء وضعها في الشرق الأوسط وأن العرب سيصبحون أكثر عداءً لبريطانيا. وتخشى القوات البريطانية من أن يؤدي تزايد العداء العربي إلى تعريض القوات البريطانية للخطر - القوات البريطانية التي كانت تنسحب من فلسطين في ذلك الوقت، وكان هناك خوف من أن تتعرض القوات المنسحبة للهجوم بسبب الطرق التي تستخدمها عبر الأراضي التي يسكنها العرب. وبعد أن سمع وزير الخارجية البريطاني إرنست بفين ببدء الهجوم، أمر بمنع القوات اليهودية من الاستيلاء على يافا، أو بطردها فورا إذا فعلت ذلك. في غضون ساعات من الهجوم على يافا، طلب وليام فولر، المفوض البريطاني لمنطقة اللد، من رئيس بلدية تل أبيب، إسرائيل روكاح، إلغاء الهجوم. خلال اليومين التاليين، واصل فولر مطالبة روكاح بإلغاء الهجوم وحذر من أن القوات البريطانية ستتدخل. رفضت بريطانيا الطلب العربي بالسماح لقوات الفيلق العربي بدخول فلسطين للدفاع عن يافا. ومع ذلك، فقد أرسلوا على عجل أربع كتائب من المشاة والمدرعات والمغاوير البحرية إلى فلسطين. وكان الغرض من هذه التعزيزات تحرير القوات الموجودة بالفعل في فلسطين لنشرها في يافا. وفي 28 أبريل، أصدر البريطانيون إنذارا نهائيا عن طريق روكاح يطالبون فيه بوقف إطلاق النار والانسحاب الفوري لقوات إرغون من المنشية، وهددوا بقصف تل أبيب، وحذروا من أنهم «سينقذون يافا من أجل العرب بأي ثمن، لا سيما بالنظر إلى أن اليهود قد احتلوا حيفا». ورفضت إرغون هذه الطلبات. في نفس اليوم، بدأ البريطانيون في إظهار القوة لوقف الهجمات اليهودية. دخلت قوات المشاة والمدرعات إلى يافا، ونشرت بريطانيا ما مجموعه 4،500 جندي في المدينة. وقامت مدمرات تابعة للبحرية الملكية بالتحليق صعودا وهبوطا على الساحل الفلسطيني، بينما حلقت طائرات حربية تابعة للقوات الجوية الملكية فوق الجزء الجنوبي من تل أبيب ويافا.
على الرغم من أن معظم التصرفات البريطانية كانت استعراضية فقط، إلا أنها اتخذت إجراءات محدودة. أغار تشكيل من أربع طائرات من طراز سبتفاير على موقع الهاغاناه في بات يام، وقصفت المدفعية والدبابات البريطانية موقع إرغون في المنشية. عندما فشلت قذائف المدفعية في صد إرغون، تقدمت القوات المدرعة البريطانية إلى المدينة. ومع ذلك، قاومت إرغون. ودمرت قاذفات البازوكا دبابة، وفجرت إرغون المبنى الذي انهار في الشارع مع تقدم المدرعات، وصعد رجال إرغون إلى الدبابة وألقوا عليها قضبان متفجرة حية. تراجع البريطانيون وتركوا إرغون للسيطرة على المنشية.
بعد المعركة، أصدر البريطانيون إنذارًا إلى دافيد بن غوريون، مهددين بقصف تل أبيب إذا لم يكبح جماح إرغون. وردا على ذلك، هددت إرغون بقصف المستعمرة الأمريكية الألمانية في يافا بقذائف الهاون، وأعلنت أن أمر مغادرة بريطانيا لفلسطين - وهي في مراحلها النهائية - يتوقف على البريطانيين أن تكون سلمية أو دموية.
في 29 أبريل، التقى القادة البريطانيون مع عاموس، ابن بن غوريون، وعمدة يافا يوسف هيكل. وتم التوصل إلى اتفاق يقضي بوقف عملية حاميتس وعدم قيام الهاغاناه بمهاجمة يافا حتى نهاية الانتداب. تخلى البريطانيون عن مطالبهم بالانسحاب الكامل للقوات اليهودية من المنشية، وطالبوا فقط بالسيطرة على مركز الشرطة والطرق المؤدية إلى مركز الشرطة. وبدلا من الرد على الطلب البريطاني، قام إرغون بتفجير مركز الشرطة وعدة منازل، مستخدمة الأنقاض لسد الطريق الذي طلب البريطانيون الوصول إليه. وفي وقت لاحق، أعلنت قيادة إرغون أنها مستعدة لتسليم موقعها في المنشية إلى هاغاناه.
وفي 30 أبريل، انتهى القتال أخيرا. ستسقط يافا في نهاية المطاف عندما تدخل قوات هاغاناه المدينة في 13 مايو.

## التبعات
بحلول 30 أبريل، بقي ما بين 15،000 و25،000 شخص في يافا. كانت الهاغاناه تسيطر بشكل كامل على جميع طرق الوصول إلى البلدة والخروج منها، باستثناء وجود القوات البريطانية في يازور. وسمحوا للناس بمغادرة المدينة، لكنهم بحثوا عن الأسلحة. قامت القوات البريطانية بمرافقة المدنيين إلى اللد و‌الرملة. ويذكر دافيد بن غوريون في مذكراته أنه عندما زار سلامة ليلة 30 أبريل، وجد «امرأة مسنة واحدة فقط كفيفة». وفي الأسابيع التي تلت ذلك، دُمرت معظم القرى تدميرا منهجيا.
هذه العملية هي الأكبر في تاريخ إرغون لأن إرغون احتل وسيطر على ميناشيا بمفرده، على بعد بضع مئات من الأمتار فقط من يافا، كان بإمكانه الحصول على الكثير من الفضل في غزو يافا لاحقًا.

## ثبت المراجع
- وليد الخالدي, All That Remains, (ردمك 0-88728-224-5). Uses 1945 census for population figures.
- بيني موريس, The Birth of the Palestinian refugee problem, 1947-1949, (ردمك 0-521-33028-9).